# Kościół św. Jana Chrzciciela w Valence
Kościół św. Jana Chrzciciela (fr. Église Saint-Jean-Baptiste) – rzymskokatolicka, zabytkowa świątynia we francuskiej gminie Valence, w regionie Owernia-Rodan-Alpy. 

## Historia
Kościół pochodzi z XII wieku, pierwsza wzmianka pochodzi z 1189 roku. Został zniszczony podczas rewolucji francuskiej. Odbudowano go w latach czterdziestych XIX według projektu Alexandre'a Epailly, dzięki czemu dzwonnica kościoła zyskała neoromański wygląd. W 1978 roku świątynię wpisano na listę zabytków.

## Galeria

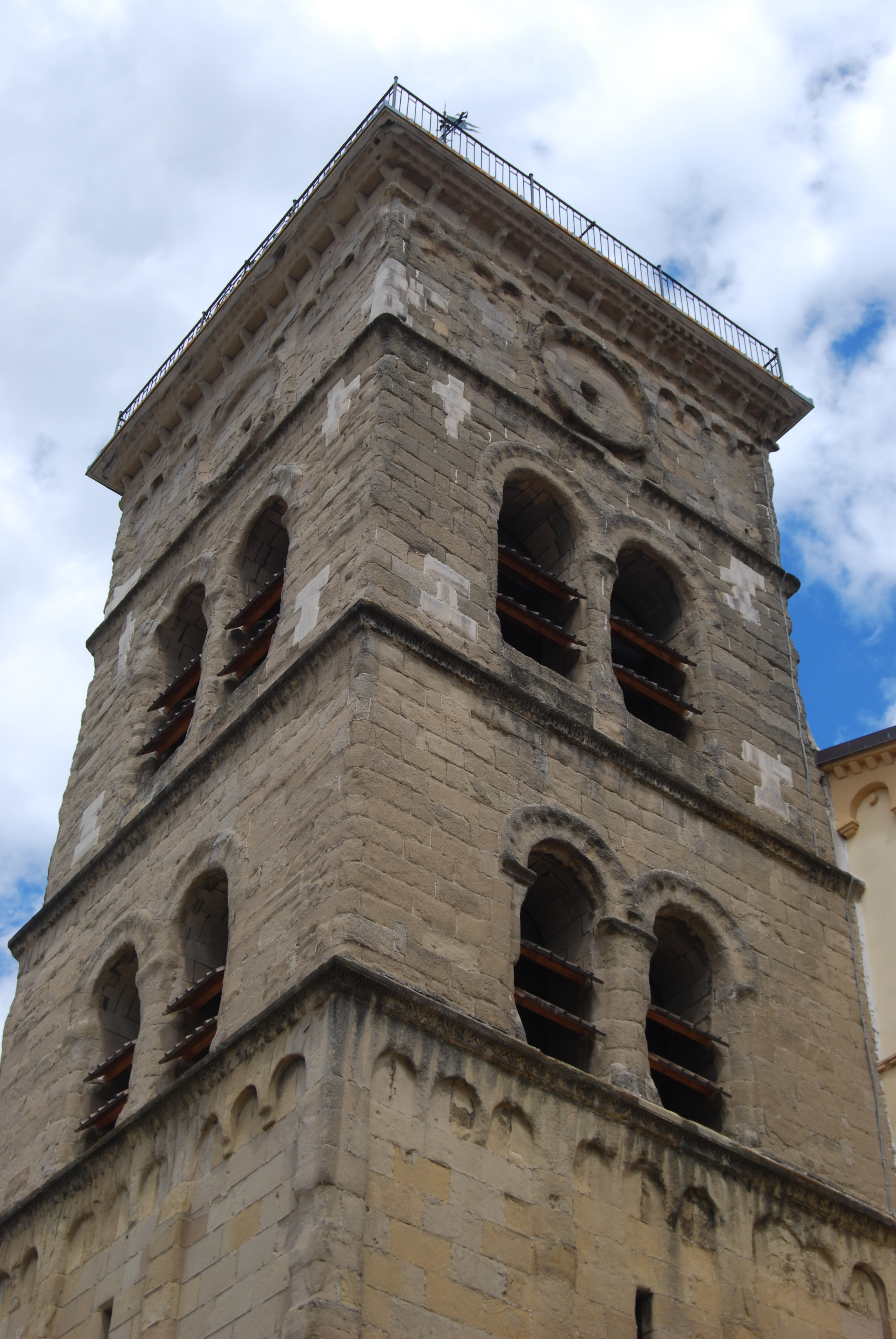
Wieża
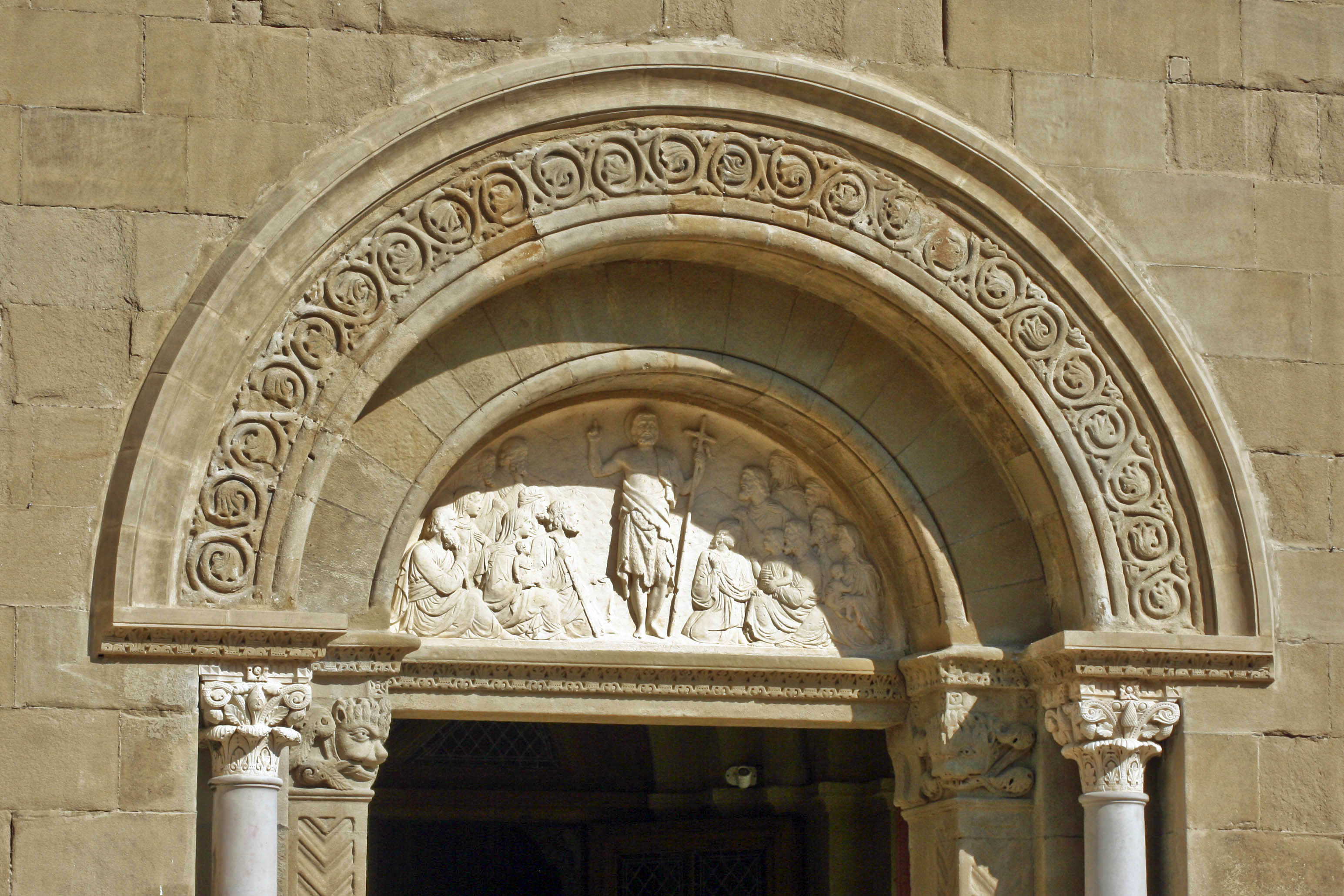
Płaskorzeźby portalu głównego
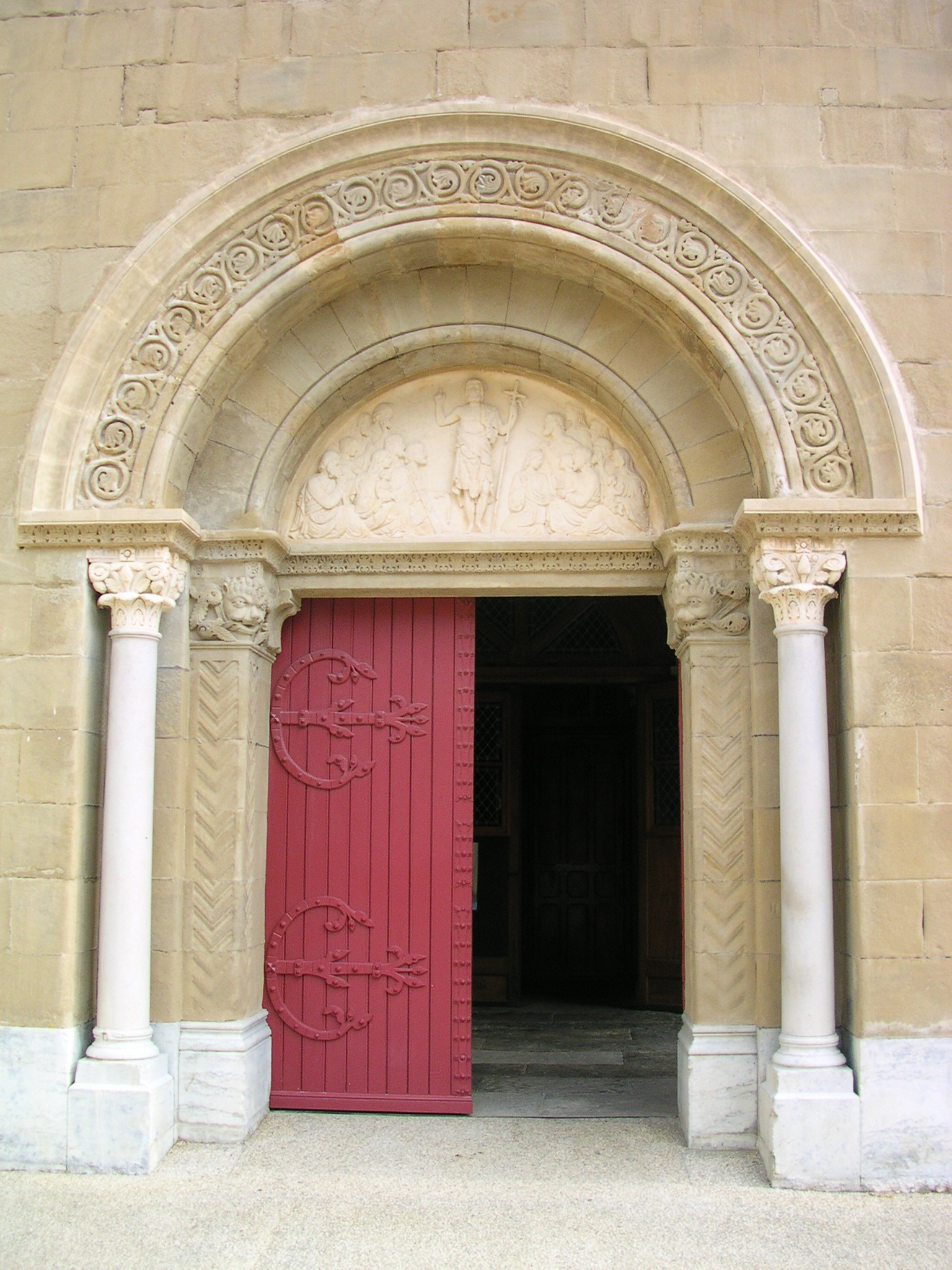
Wejście
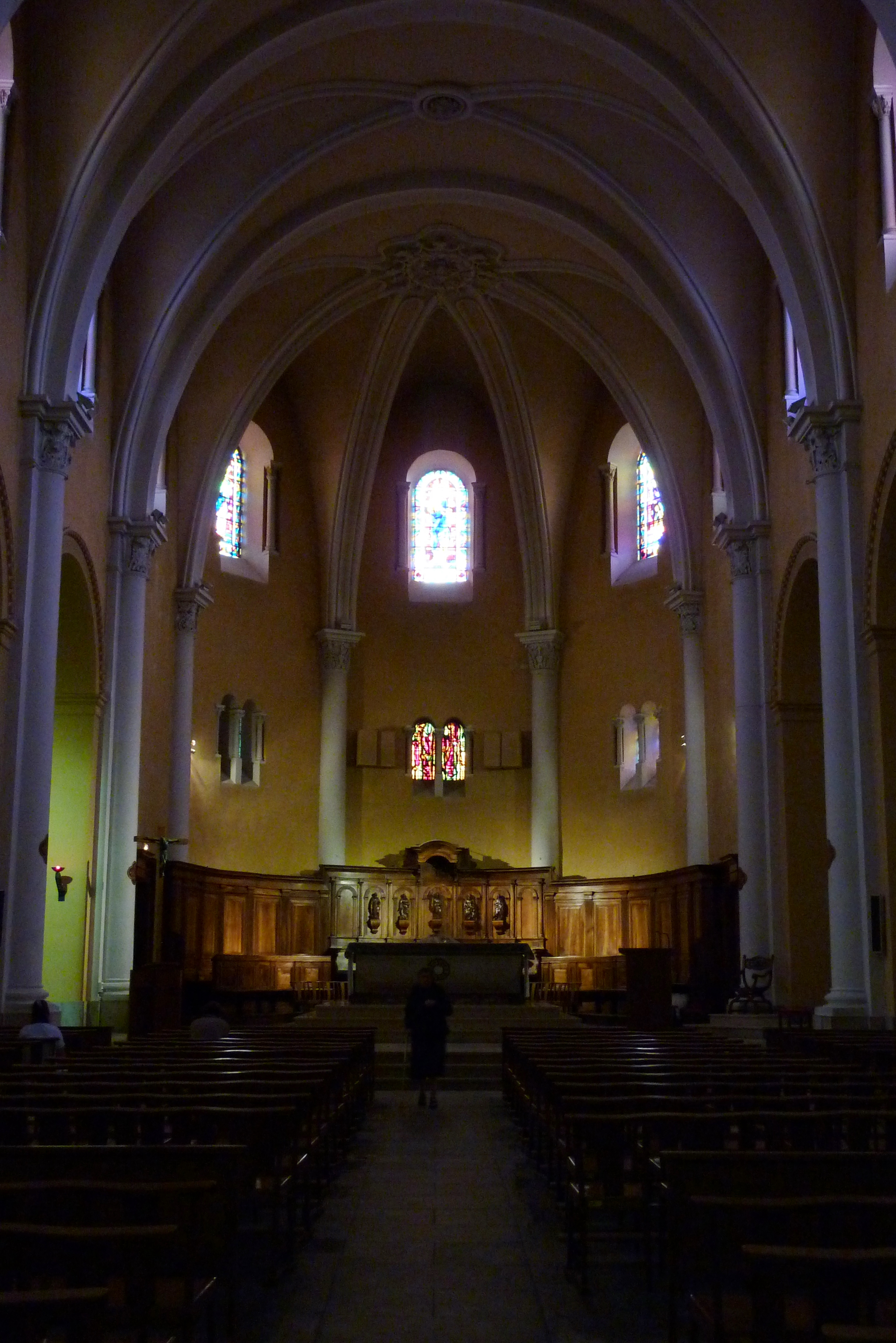
Wnętrze kościoła